# Arachnotermes termitophilus
Genre
Espèce
Arachnotermes termitophilus, unique représentant du genre Arachnotermes, est une espèce d'araignées aranéomorphes de la famille des Salticidae.

## Distribution
Cette espèce est endémique du Brésil.

## Publication originale
- Mello-Leitão, 1928 : Novas notas arachnologicas. VI. Ainda o genero Mastophora. VII. Novos nomes para Oxyopideos. VIII. Uma pequena carangueijeira marinha. IX. Novos attideos formiciformes. Boletim do Museu Nacional, vol. 4, no 3, p. 49-54.